# Tempeste di polvere asiatiche

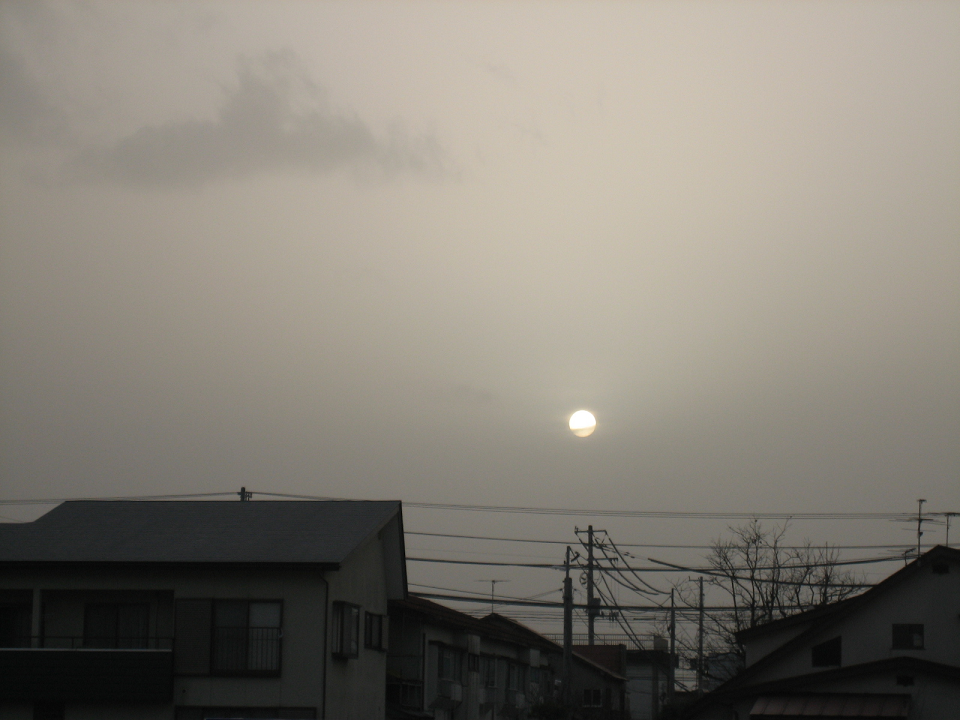
La polvere asiatica oscura il sole sopra Aizu-Wakamatsu, Giappone, il 2 aprile 2007

Le tempeste di polvere asiatiche (chiamate anche polvere gialla, sabbia gialla, vento giallo o tempeste di polvere della Cina) sono un fenomeno meteorologico stagionale che colpisce sporadicamente gran parte dell'Asia Orientale durante i mesi primaverili. La polvere si origina nei deserti della Mongolia ed in quelli della Cina e del Kazakistan settentrionali, dove venti superficiali ad alta velocità e intense tempeste di sabbia sollevano dense nuvole di sottili particelle di suolo arido. 
Queste nuvole sono poi trasportate verso est dai venti dominanti e passano sopra la Cina, la Corea del Nord e del Sud, e il Giappone, nonché parti dell'Estremo Oriente russo. Talvolta, i particolati aviotrasportati sono spinti molto oltre, in concentrazioni significative che influenzano la qualità dell'aria ad est addirittura fino agli Stati Uniti.
Nell'ultimo decennio circa, è divenuto un serio problema ambientale, a causa degli inquinanti industriali (che in precedenza non costituivano una minaccia) e dell'intensificata desertificazione in Cina, così come negli ultimi decenni quando la regione dell'Aral in Kazakistan si inaridì a causa del fallimento di un piano agricolo sovietico. Le tempeste di sabbia, con specifico riferimento alla Cina, sono state chiamate "terrorismo della polvere gialla" da alcuni gruppi coreani.

## Cause
Negli anni recenti, tra le cause del fenomeno vanno indicate la distruzione ambientale in Cina determinata dal superpascolo (sfruttamento eccessivo dei pascoli), dal massiccio sviluppo industriale abbinato alla mancanza di controlli sui parametri di qualità dall'aria, e dall'estesa combustione di carbone senza filtraggio adeguato. In Kazakistan, una politica agricola fallimentare ha lasciato arido e scoperto il Mare d'Aral, dove ai tempi dell'Unione Sovietica venivano condotti esperimenti segretissimi su armi biologiche. Politicamente, sembra che la questione kazaka sia una notizia vecchia.

## Inquinanti
Zolfo (un componente delle piogge acide), fuliggine, cenere, monossido di carbonio e altri inquinanti tossici, compresi metalli pesanti (come mercurio, cadmio, cromo, arsenico, piombo, zinco, rame) e altre sostanze cancerogene, accompagnano spesso le tempeste di polvere, come pure virus, batteri, funghi, fitofarmaci, antibiotici, asbesti, ingredienti plastici, prodotti della combustione nonché ftalati che imitano gli ormoni. Sebbene gli scienziati sapessero che i pennacchi di polvere intercontinentali possono veicolare batteri e virus, «la maggior parte delle persone aveva assunto che la luce ultravioletta [del sole] avrebbe sterilizzato queste nuvole,» dice il microbiologo Dale W. Griffin, che lavora anche con il Servizio geologico degli Stati Uniti (United States Geological Survey, USGS) a San Pietroburgo. «Ora abbiamo scoperto che non è vero.»

## Effetti
Le aree colpite dalla polvere hanno manifestato l'insorgere di diverse patologie della vista ed è noto che la polvere causa una molteplicità di problemi di salute, non limitati al mal di gola e all'asma, in persone altrimenti sane. Spesso, alle persone si consiglia di evitare o di ridurre al minimo le attività all'aperto, a seconda della gravità delle tempeste. Per coloro che già soffrono di asma o di infezioni respiratorie, può essere fatale. È stato dimostrato che in una regione colpita la polvere aumenta il tasso di mortalità giornaliero dell'1,7%.
Sebbene la sabbia stessa non sia necessariamente dannosa per il suolo, a causa delle emissioni di zolfo e della conseguente pioggia acida, le tempeste distruggono anche la terra coltivabile degradando il suolo, mentre depositi di cenere, fuliggine e metalli pesanti, come pure biomateriali potenzialmente pericolosi, ricoprono il terreno di contaminanti, comprese le terre coltivate, gli acquiferi, ecc. Le tempeste di polvere hanno effetti particolarmente pesanti anche su piante ed animali, distruggendo coltivazioni, habitat, e diffondendo metalli tossici che interferiscono con la riproduzione. I coralli sono colpiti in modo particolarmente duro. I metalli tossici si propagano lungo la catena alimentare, dai pesci ai mammiferi superiori. La visibilità aerea si riduce, determinando la cancellazione di voli, viaggi via terra, attività all'aperto, e può essere collegata a notevoli perdite di attività economica. Il Giappone ha dato notizia di panni lavati macchiati di giallo.
Il Korea Times ha riferito che costa 3 milioni di won, 23.000 litri di acqua e 6 ore semplicemente pulire un jumbo jet.

## Gravità
Shanghai il 3 aprile 2007 ha registrato un indice di qualità dell'aria di 500: negli Stati Uniti 300 è considerato «rischioso» (hazardous) e qualsiasi valore sopra 200 è «insalubre» (unhealthful). Quello del 2007 finora sembra essere il valore peggiore mai registrato.
La desertificazione in Cina si è intensificata, in quanto 1.740.000 km² di terra sono «aridi», ciò sconvolge le vite di 400 milioni di persone e causa perdite economiche dirette di 54 miliardi di yuan (7 miliardi di dollari) all'anno, secondo i dati dell'Ente statale per le foreste (State Forestry Administration, SFA). Questi dati probabilmente sottostimano ampiamente, in quanto prendono in considerazione solo gli effetti diretti, senza includere gli effetti sanitari, dell'inquinamento ed altri secondari, come pure gli effetti sulle nazioni vicine.
Il riscaldamento globale come anche El Niño giocano un ruolo nelle tempeste di polvere asiatiche, perché le coltri di ghiaccio che formano in inverno possono impedire alla polvere di sollevarsi da terra.

## Attenuazione
In anni recenti, la Corea del Sud e la Repubblica Popolare Cinese hanno partecipato a sforzi di riforestazione nella regione d'origine delle tempeste di polvere. Tuttavia, questo non ha avuto alcun significativo effetto sul problema. Nell'aprile 2006, i meteorologi sudcoreani hanno denunciato la peggiore tempesta di polvere gialla in quattro anni. 
Il Giappone ha donato soldi, attrezzature e conoscenze tecnologiche per installare filtri di zolfo sulle centrali a carbone in Cina. Nonostante ciò, una bassissima percentuale di centrali ha i filtri di zolfo installati.
Anche la Cina, con il sostegno internazionale, ha compiuto passi per piantare alberi nelle aree desertiche, asserendo di aver piantato 12 miliardi di alberi. Tuttavia, i venti in alcuni luoghi sono così forti che gli alberi semplicemente crollano o sono sepolti nella sabbia. In aggiunta, è stato denunciato più di una volta che in Cina, invece di piantare alberi, venivano semplicemente dipinti di verde i pendii delle colline.

## Nomi locali
La polvere asiatica è nota localmente con vari nomi, ciascuno dei quali significa «polvere gialla» o «sabbia gialla»:
- «Hwang-sa» (황사, 黃沙/黃砂) in coreano
- «Huangsha» (（黄砂）) in cinese
- «Hoàng Sa» (黄砂) in vietnamita
- «Kousa» (黄砂) in giapponese

## Composizione
Un'analisi delle nuvole di polvere asiatiche condotta in Cina nel 2001 mostrò che contenevano alte concentrazioni di silicio (24-32%), alluminio (5.9-7.4%), calcio(6.2-12%) e ferro, inoltre erano presenti numerose sostanze tossiche, in quanto si pensa che i materiali più pesanti (come i velenosi mercurio e cadmio provenienti dalla combustione di carbone) si depositino fuori dalle nuvole nelle zone più vicine all'origine.
Tuttavia, Sarah O'Hara dell'Università di Nottingham in Inghilterra, scrivendo per il Lancet dice che questo non significa che gli effetti siano peggiori più vicino alla fonte. Le persone a maggiore distanza dalla fonte della polvere sono più spesso esposte a particelle di polvere sottili, quasi invisibili, che possono inconsapevolmente inalare in profondità nei loro polmoni, in quanto la polvere grossolana è troppo grande per essere inalata in profondità. Dopo l'inalazione, essa può causare la cicatrizzazione a lungo termine del tessuto polmonare nonché indurre cancro e malattie polmonari.
Uno studio americano che analizza la composizione dei casi di polveri sopra il Colorado evidenzia anche la presenza di monossido di carbonio, probabilmente incorporato nelle nuvole mentre passavano sopra le regioni industrializzate dell'Asia.

## Rapporti storici
La prima documentazione nota di un caso di polvere asiatica in Corea fu nel 174 d.C. nel regno di Silla. La polvere era nota come «Woo-To» (雨土) e si credeva all'epoca che fosse il risultato di un dio irato che mandava giù polvere invece di pioggia o neve.
Documentazioni specifiche riferite a casi di polvere asiatica in Corea esistono anche dai periodi Baekje, Goguryeo e Joseon.